# نشان لئوپولد
نشان لئوپولد (هلندی: Leopoldsorde) یک نشان افتخار در بلژیک است که در سال ۱۸۳۲ بنیان‌گذاری شده‌است.این نشان یکی از سه نشان افتخار ملی بلژیک است که در حال حاضر اعطا می‌شود. این نشان، قدیمی‌ترین و عالی‌ترین نشان بلژیک است و به‌نام بنیان‌گذار آن، پادشاه لئوپولد اول نامگذاری شده است. این نشان شامل سه بخش است: بخش نظامی، بخش دریایی و بخش مدنی. بخش دریایی تنها به پرسنل نیروی دریایی تجاری اعطا می‌شود، و بخش نظامی به پرسنل نظامی. این نشان در تاریخ ۱۱ ژوئیه ۱۸۳۲ تأسیس شد و از طریق فرمان سلطنتی اعطا می‌شود.